# Ludobójstwo dokonane przez nacjonalistów ukraińskich na ludności polskiej Wołynia 1939–1945
Ludobójstwo dokonane przez nacjonalistów ukraińskich na ludności polskiej Wołynia 1939–1945 – dwutomowa książka autorstwa Władysława i Ewy Siemaszków (ojca i córki), wydana w 2000 roku. Opisuje zbrodnie nacjonalistów ukraińskich na ludności Wołynia w czasie II wojny światowej.

## Struktura książki
Dzieło składa się z dwóch tomów, z których pierwszy liczy 1000 stron, a drugi 440. Tom I rozpoczyna Przedmowa Ryszarda Szawłowskiego i Wstęp autorów. Następnie autorzy w 11 rozdziałach omawiają zbrodnie dokonane w poszczególnych powiatach województwa wołyńskiego, w układzie terytorialno-chronologicznym. Tom II rozpoczyna rozdział o zbrodniach dokonanych poza Wołyniem oraz lista osób odpowiedzialnych, zdaniem autorów, za ludobójstwo. Większość II tomu zajmują aneksy – relacje świadków, dokumenty i zdjęcia. Dzieło kończy bibliografia licząca 2534 pozycje, indeks miejscowości i spis treści.

## Geneza
W 1984 roku środowisko żołnierzy 27 Wołyńskiej Dywizji Piechoty AK zainicjowało akcję zbierania wspomnień i materiałów dotyczących zbrodni popełnionych przez ukraińskich nacjonalistów na Wołyniu. Akcja zaowocowała wydaniem w 1990 roku  książki autorstwa Józefa Turowskiego i Władysława Siemaszki Zbrodnie nacjonalistów ukraińskich dokonane na ludności polskiej na Wołyniu 1939–1945. Duże zainteresowanie tą pracą, w tym także uwagi krytyczne, zachęciły autorów do dalszych badań nad tematem. Po śmierci Józefa Turowskiego wraz z Władysławem Siemaszko podjęła się tego jego córka, Ewa. W wyniku 10-letniej pracy powstało znacznie obszerniejsze i bardziej szczegółowe od pierwowzoru dzieło.
Na wydanie pracy autorzy uzyskali dofinansowanie m.in. z Kancelarii Prezydenta Rzeczypospolitej Polskiej, Biura Bezpieczeństwa Narodowego, Ministerstwa Kultury i Dziedzictwa Narodowego i Rady Ochrony Pamięci Walk i Męczeństwa. Pomimo to starania o wydanie „Ludobójstwa...” trwały ponad rok. Autorzy natrafiali na niechęć wydawców, którzy – zdaniem Ewy Siemaszko – nie chcieli poruszać tematu zbrodni UPA z powodu „zmowy milczenia” i „nieoficjalnej cenzury”.

## Opinie
"Ludobójstwo...” pomimo iż zostało napisane przez historyków-amatorów, znalazło uznanie w świecie naukowym i jest uznawane przez polskich historyków za najważniejszą pozycję omawiającą temat rzezi wołyńskiej. Szczególnie dobre opinie zbiera ze względu na bogatą warstwę faktograficzną, dokonaną rekonstrukcję wydarzeń oraz sporządzenie możliwie najpełniejszej listy ofiar.
Najczęściej pojawiające się głosy krytyczne:
- oparcie „Ludobójstwa...” głównie na wspomnieniach świadków, często spisywanych kilkadziesiąt lat po wojnie[9][10],
- niekorzystanie przez autorów z nieopublikowanych źródeł ukraińskich, radzieckich i niemieckich[11][12][13],
- zaliczanie do sprawców ludobójstwa formacji Siczy Poleskiej i melnykowców, z czym nie zgadzają się inni badacze[14] oraz dowodzonej przez Niemców policji ukraińskiej[15],
- pomniejszanie, zdaniem krytyków, rozmiarów polskiego odwetu[14],
- schematyczny, zdaniem krytyków, obraz stosunków polsko-ukraińskich na Wołyniu, w tym idealizacja tych stosunków w okresie międzywojennym[11][16],
- zakreślenie zbyt szerokich ram czasowych dla ludobójstwa, tj. 1939–1945[17].

Część danych opracowanych przez Siemaszków jest podważana przez ukraińskiego krajoznawcę Jarosława Caruka, który na podstawie własnych badań w rejonie włodzimierskim twierdzi, że autorzy ci zawyżyli liczbę polskich ofiar o 1916 osób, zaś liczbę ofiar ukraińskich zaniżyli o 1184 osoby. Ustalenia Caruka są kwestionowane przez polskich świadków, ostrożnie podchodzą do nich także polscy historycy. Grzegorz Hryciuk krytykuje je za ślady zbyt daleko posuniętego „literackiego talentu autora”, Grzegorz Motyka wskazuje na przypisywanie Polakom przez Caruka zbrodni niemieckich. Liczb podawanych przez Jarosława Caruka nikt nie weryfikował.
Głosy polemiczne wzbudza także emocjonalna zdaniem krytyków przedmowa Ryszarda Szawłowskiego, w której autor uznał dokonane zbrodnie za „ludobójstwo ukraińskie” (a nie za ludobójstwo dokonane przez nacjonalistów ukraińskich bądź przez UPA) a także postawił tezę, że z powodu bezwzględności i okrucieństwa sprawców oraz zakłamywania i relatywizacji, „przewyższa” ono znacznie ludobójstwo niemieckie i sowieckie.

## Nagrody
- Nagroda „Przeglądu Wschodniego” (2000)
- Nagroda Literacka im. Józefa Mackiewicza (2002)[24]

## Informacje o książce
- Wymiary: 166x241
- Liczba stron: 1440
- Oprawa: twarda
- ISBN 83-87689-34-3
- Wydawnictwo „von Borowiecky”, Warszawa 2000